# 日田祇園山鉾会館
日田祇園山鉾会館（ひたぎおんやまほこかいかん、ひたぎおんやまぼこかいかん）は、大分県日田市隈地区寺町（隈祇園通り）にある、日田祇園祭に関する資料館である。

## 概要
1988年（昭和63年）7月31日に天領日田資料館の姉妹施設として開業した。
隈町会館の跡地に建てられた鉄筋コンクリート構造2階建の施設である。1階の展示ホールには、高さ8mの旧上横町の飾り山鉾1基を中心に、隈・竹田地区の山鉾4基、平成山鉾1基の計6基が常時展示される。2階には日田祇園祭に関する器具や資料などが展示されており、吹き抜けからは1階に展示してある山鉾を見下ろすことができる。

## 休館日など
- 休館日：水曜日（祝日の場合は翌日）、12月29日 - 1月3日
- 営業時間：9:00 - 17:00
- 入場料：大人310円、小中高生210円[6]